# Casa di Niccolò Machiavelli
La casa di Niccolò Machiavelli è un edificio di Firenze, situato in via de' Guicciardini 18. 

## Storia e descrizione
Era qui una casa che la tradizione identificava con quella appartenuta a Niccolò Machiavelli, dove il grande statista sarebbe morto nel 1527. Per quanto ricordata insistentemente dalle guide cittadine in virtù dell'antico proprietario, la fabbrica non doveva presentare elementi architettonici di pregio, essendo stata modificata nell'Ottocento e radicalmente ridisegnata nel secondo decennio del Novecento, suscitando non poche polemiche: «L'Amministrazione Municipale cui spetta per debito d'onore custodire gelosamente le venerate reliquie, nonché la R. Prefettura di Firenze, diedero autorizzazione al nuovo proprietario di manomettere pure la venerata reliquia e di convertirla nella abitazione volgare che si vede». 
Questa casa fu comunque completamente distrutta dalle mine poste dall'esercito tedesco in ritirata nell'agosto del 1944, e tuttavia si continuò a ricordare il luogo in funzione del nome del Machiavelli. Ricostruita in forme del tutto moderne, si collocarono quindi alcune memorie a ricordare l'antica storia. Più in particolare: sul fronte è una lapide moderna che riproduce il testo di una memoria già posta nel 1869; nel breve corridoio che immette nella corte interna (n. 18a) è un'altra iscrizione che indica in Sofia Bossi Pucci Serristori la fautrice della ricostruzione dopo i danni di guerra; nel passaggio alla piazzetta interna appaiono riutilizzate due antiche travi della casa antica e messe in evidenza con un'iscrizione che le indica come recuperate dalle macerie successive alla distruzione del 1944.
Nell'androne  si trova una nicchia con un rilievo della Madonna col Bambino e san Giovannino in stucco, probabilmente antico, ma di difficile valutazione poiché molto annerito.

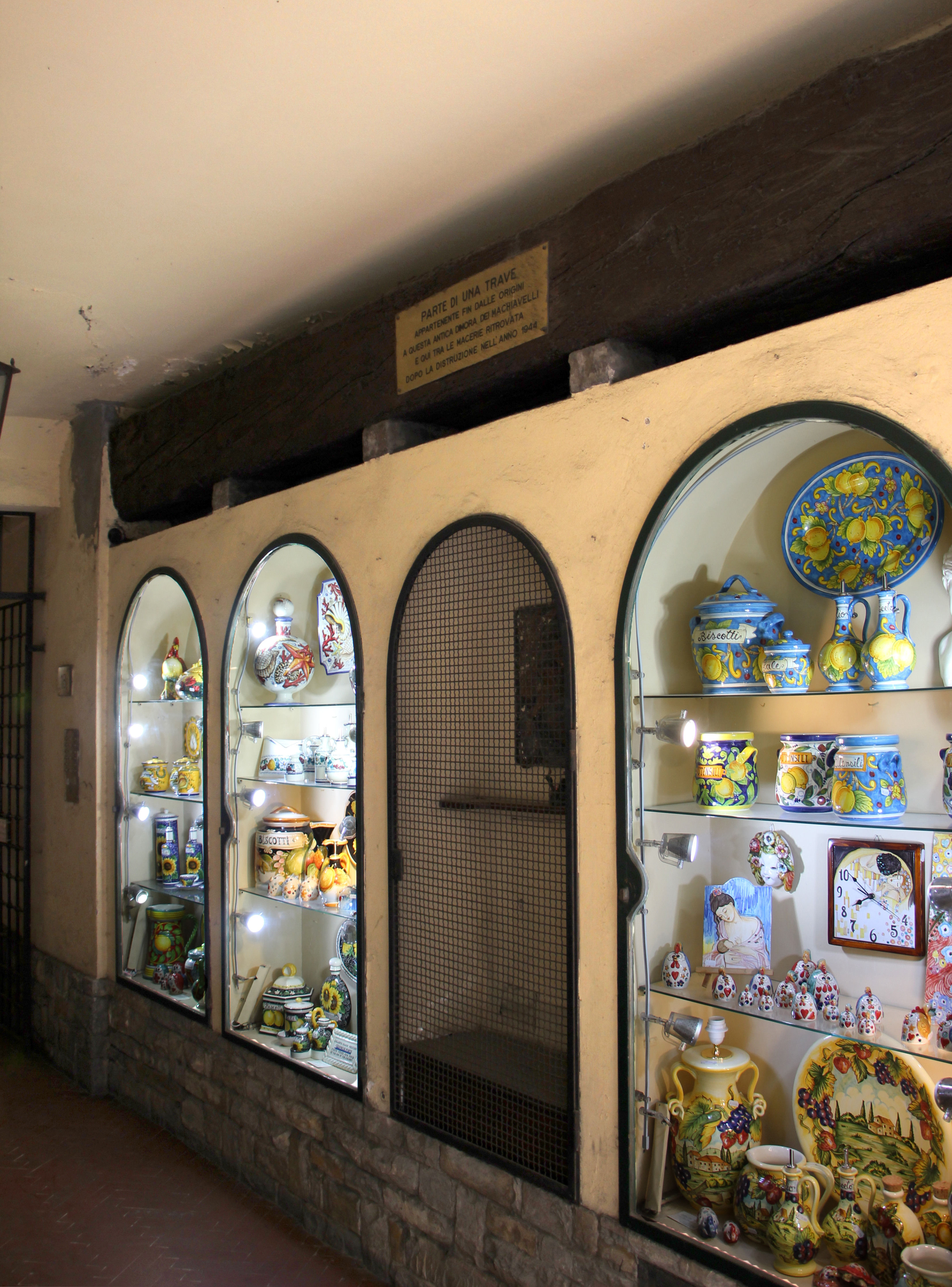
Una delle antiche travi nell'androne
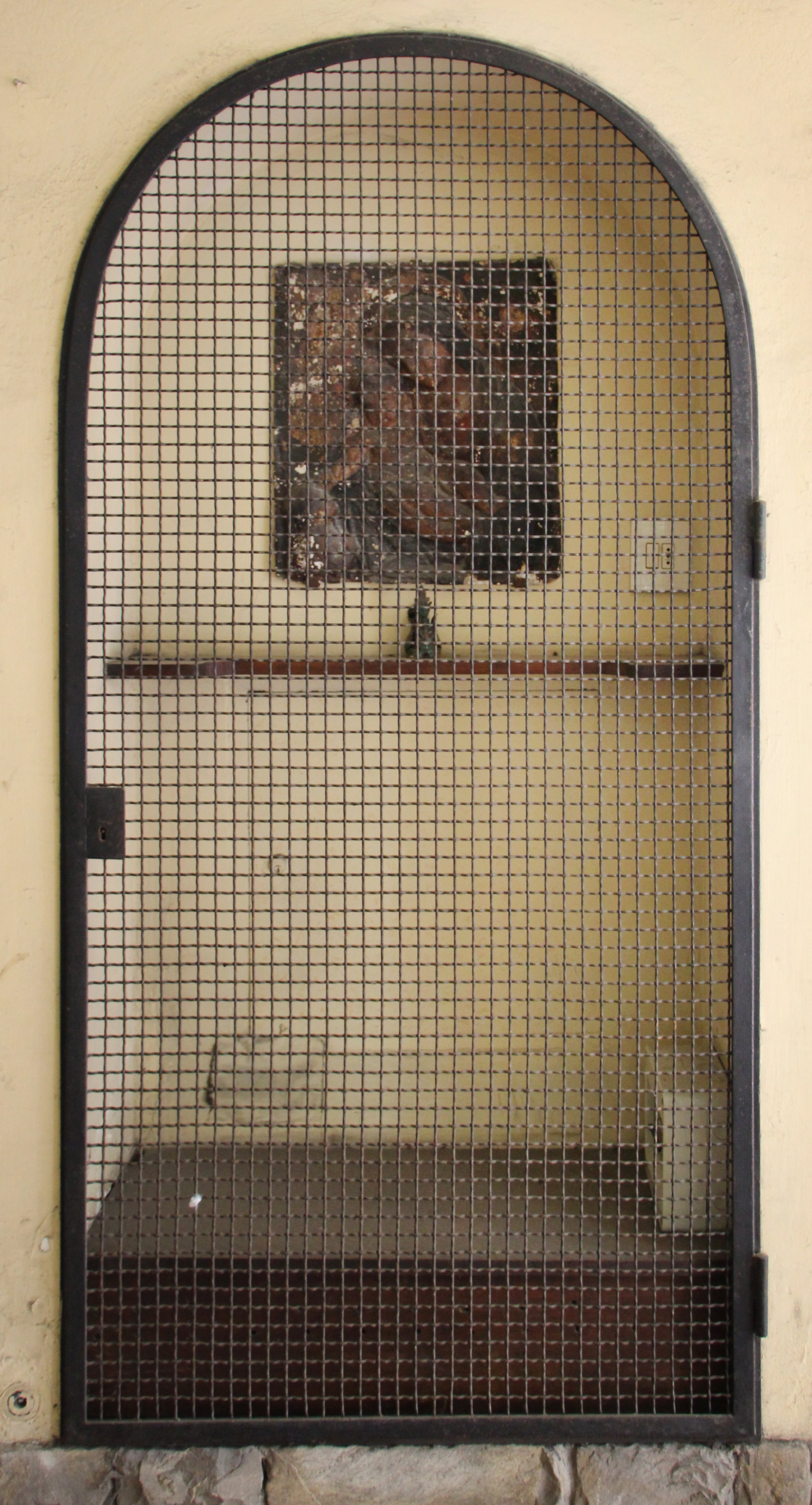
Nicchia con stucco devozionale, forse da un tabernacolo sulla via

### Lapidi
Sulla facciata si legge:
| A NICCOLÒ MACCHIAVELLI DELL'VNITÀ NAZIONALE PRECORRITORE AVDACE E INDOVINO E D'ARMI PROPRIE E NN AVVENTIZIE PRIMO ISTITVTORE E MAESTRO L'ITALIA VNA ED ARMATA POSE IL 3 MAGGIO 1869 QVARTO DI LVI CENTENARIO CASA OVE VISSE NICCOLÒ MACCHIAVELLI E IVI MORÌ IL 22 GIVGNO 1587 DI ANNI 58 MESI 8 E GIORNI 19 |

All'interno (si noti come si è cercato di rimediare alla grafia errata "Macchiavelli"):
| IN QVESTA CASA DEI MACCHIAVELLI POI DEI SERRISTORI DOPO TOTALE DISTRVZIONE BELLICA OGGI A NVOVA VITA RISORTA PER OPERA DI SOFIA BOSSI PVCCI SERRISTORI TRASCORSE I SVOI GIORNI NICCOLÒ MACCHIAVELLI MEDITANDO SULLE VMANE VICENDE E COMPOSE PAGINE IMMORTALI DI STORIA FIORENTINA |

E poi su due cartellini su altrettante travi:
|  | PARTE DI UNA TRAVE APPARTENENTE FIN DALLE ORIGINI A QUESTA ANTICA DIMORA DEI MACHIAVELLI E QUÌ TRA LE MACERIE RITROVATA DOPO LA DISTRUZIONE NELL'ANNO 1944 |

## Bibliografia

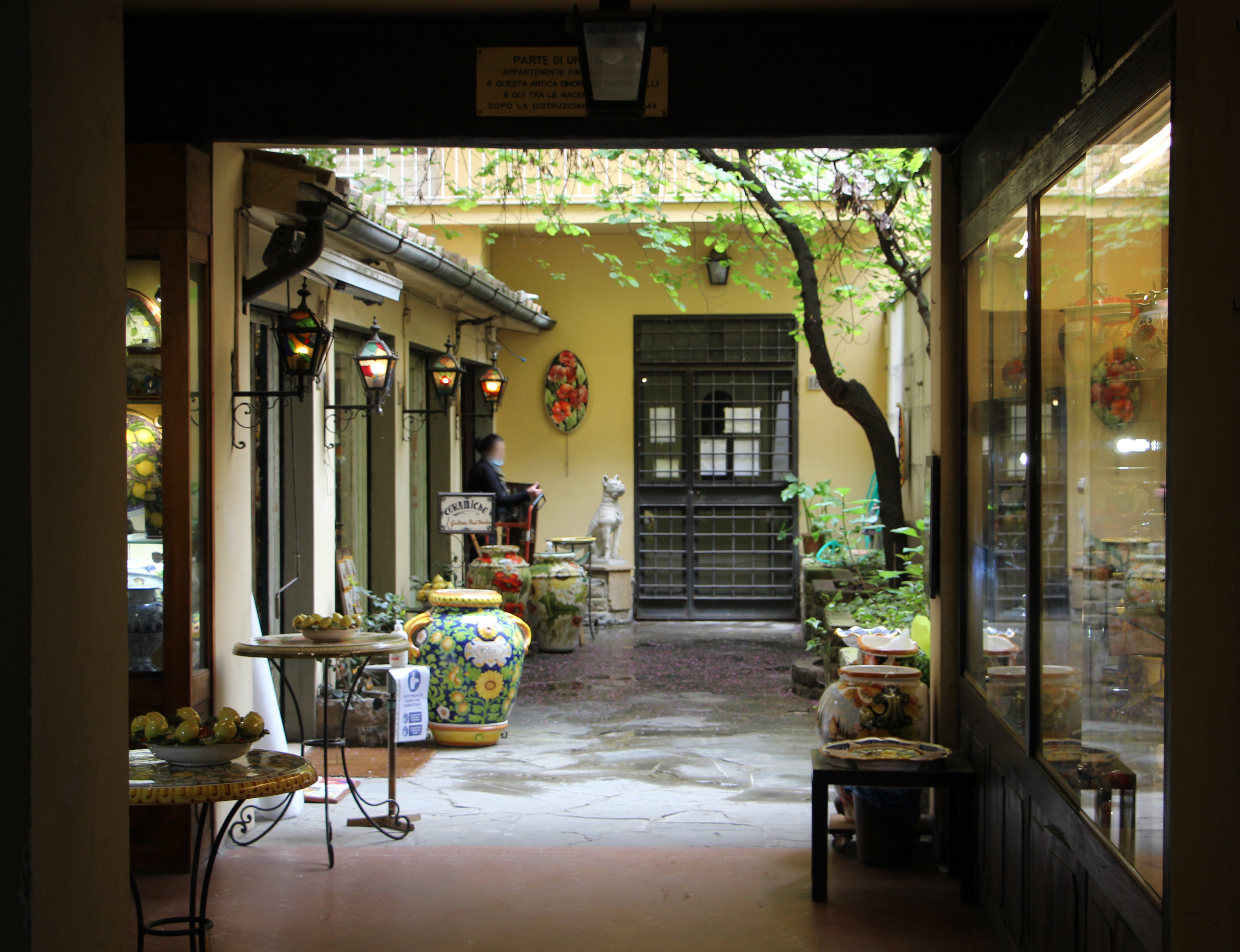
Il cortile interno